# Louie Feerar
Louie Freear foi uma atriz nascida em Londres, Inglaterra, em 26 de novembro de 1871. Interpretou o papel de Puck em Herbert Beerbohm Tree na pródiga produção de 1900, Sonho de uma Noite de Verão.